# بته و فرش
بته در طرح فرش استفاده می‌شود و همراه با خطوط اسلیمی برای ارتباط دادن بته‌ها به همدیگر به ویژه در بته جقه کاربرد دارد. اندازه و شکل و سطح بته و بزرگی و کوچکی نقش آن در قالی‌های نواحی گوناگون متفاوت است و خطوط تزیینی فرعی که در آن به کار برده شده نام‌های مختلف به طرحهای آن داده‌است است.

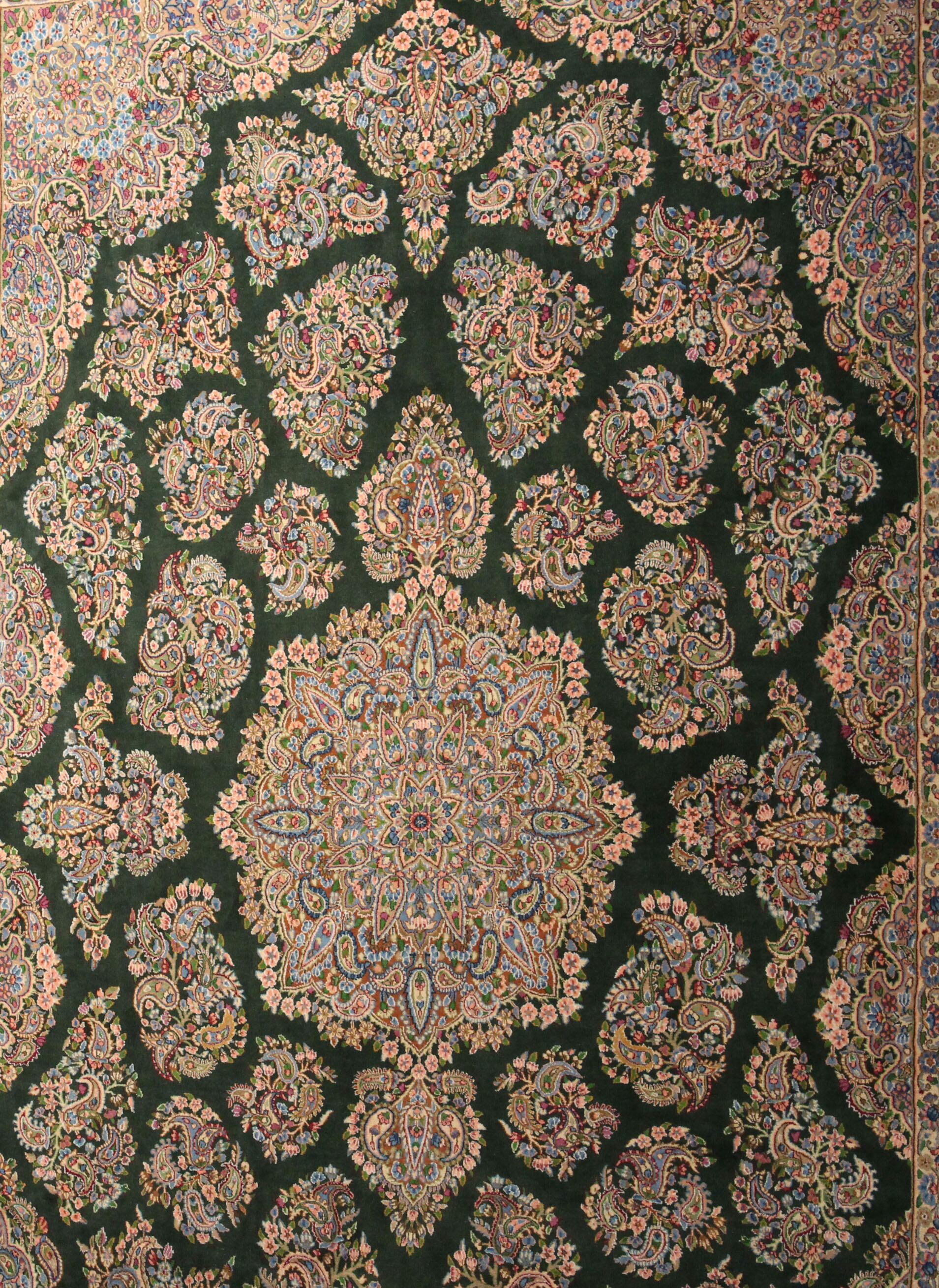
فرش با طرح بته

## آرایه بته
در این باره نظرات گوناگونی است بعضی کارشناسان این نقش را در ایران به شعله نمادی از آتشکده زرتشتیان یا میوه کاج نخ بادام صنوبر یا پرنده مهر تشبیه کرده‌اند و بعضی آن را به شیارهای رودخانه جومنا در دره کشمیر و میوه انبه و یاسوگی به معنی طوطی ماده در هند تشبیه می‌کنند. این موضوع می‌تواند نشان دهنده احترام و اعتقادی باشد که در باورهای عام در کشور وجود دارد.
نظریه دیگر این است که در نقش بته، یک تغییر شکل خیالی از نقش دیگری را می‌بینیم که هنوز هم ما آن را در اکثر موارد روی قالی‌های قدیمی ملاحظه می‌کنیم. این نقش، نقش دیگری تحت عنوان سرو سپنتا مینیو می‌باشد و طبق سنن موجود نماد فنا ناپذیری است. گروهی باور دارند که این سرو مربوط به نور ایزد اهورا مزدا و حتی مربوط به شخص زرتشت است. براساس حکایت دیگری، ما مواجه با سروی از بهشت هستیم که توسط زرتشت در کاشمر کاشته شد و بعدها بلندترین سرو جهان گردید.
نقش بته هم به شکل گردان هم به شکل هندسی آن، همیشه در تولیدات صنایع دستی ایران از جمله فرش کاربرد فراوان داشته‌است. ریشه و قدمت بته با بعضی از تولیدات دیگر از جمله چرم، هم‌زمان با پیدا شدن قالی پازیریک در مرز مغولستان و سیبری است. در این این گور سکایی، قمقمه ایی وجود داشته که قسمتی از آن چرمی بوده و روی چرم، نقش بته دیده شده‌است. تحول و تبدیل سرو به صورت آرایه بته‌ایی فرایندی پر پیچ و خم است که دست کم قابل تفکیک به مراحل متمایز در هنرهای قبل از اسلام و بعد از اسلام می‌باشد. وجه تمایز مرحله یکم در منزلت خاص سرو است.
بته نقش تجریدی است که مانند سروی سر خم کرده‌است درخت سرو در ایران باستان مقدس شمرده می‌شده‌است. اگر این مطلب با بته در نظر گرفته شود، نمونه‌های از این سروها در نقشهایی که از سنگ‌تراشی‌های تخت‌جمشید باقی مانده‌است دیده می‌شود. در اینجا درخت سرو در شکل طبیعی خود در هنر ظاهر می‌شود و حالت زیور و نگاه تزیینی ندارد و تنها تفاوت بارز آن با سرو واقعی در شیوه نگارگری مقطعی است که برش عمودی درخت سرو را با شاخه‌های افقی مجسم می‌سازد.
در هنر پارتی و ساسانی سرو دیگر یگانه درخت مقدس نیست و رفته رفته جای خود رابه درختان دیگر می‌دهد. آغاز دومین مرحله دگرگونی سرو هم‌زمان با نفوذ تمدن اسلامی و به تبع آن جدا شدن سرو از ریشه باستانی است. پس از اسلام سرو به آرایه زینتی مبدل می‌شود و همچنان که از ماهیت و بار مذهبی خود تن رها می‌کند از غالب اصلی و طبیعی خود نیز به تدریج بیرون می‌آید.
قدیمی‌ترین نمونه سرو منقوش نیز بر کاسه لعابداری نقش بسته که از سده سوم یا چهارم باقی‌مانده‌است. نمونه دیگری از سرو خمیده از باد، از سده پنجم هجری است که بر آبخوری آبگینه دو شاخ منقوش است. مسلماً این طریق نباید نخستین نمونه سرو خمیده تلقی شود چون دو شاخ شدن تارک سرو شیوه تزیینی تکامل یافته‌ای است که از پی مرحله‌ای می‌آید که سر سرو خمیده شده، در یک خط منحنی ساده خم شده باشد.
مرحله سوم از سده شش به بعد آرایه‌های سرو و بته و سرو منقوش، از صورتهای ساده نخستین، بیرون می‌آیدو بته جقه، شکل شیوع یافته کامل و نهایی خود را می‌یابد و ریزه کاریهای نگارگری، پیکره سرو را چنان می‌آراید که تشخیص سرو بودن نقشمایه دشوار است و از آن قالب مخروطی شکل، چیزی به سرو نمی‌ماند.
بته در قرن پنجم هجری بر روی تولیدات دیگر، از جمله ظروف برنزی دیده شده‌است نقش بته روی این ظروف، بیشتر مربوط به شهرهای خراسان، ری و کاشان می‌باشد. نهایتاً می‌توان این گونه اظهار کرد که آرایه بته دارای یک اصل است که همان درخت سرو می‌باشد ولی نسبت به ذوق و سلیقه هنرمند و فرهنگ هر منطقه و فرهنگ تاریخی ایران به شکل‌های مختلف درآمده و دارای خطوط و تزیینات متفاوت می‌باشد.

## نقشه‌های بته‌ایی
این نقشه‌ها از نظر ساختار و ترکیب بندی به چهار دسته تقسیم می‌شوند:

### ۱ طرح‌های بته‌ایی سراسری
در این طرح تکرار یک بته افقی سراسر زمینه فرش را پر می‌کند. در بعضی مواقع مابین بته‌ها فضای خالی ایجاد شده‌است که با شاخ و برگ وگل و بتهٔ کوچکتر پر شده‌است. نمونه این نقشها درکاشان، تبریز، درخش، بروجرد، اراک و عشایر فارس مشاهده می‌کنیم.

### ۲ طرح‌های بته‌ایی ترکیبی
در این طرحها زمینه از دو یا چند بته ترکیب می‌شود و ترکیب این بته‌ها مجموعه واحدی را به وجود می‌آورد که در سراسر فرش تکرار می‌شود مانند نقشهٔ هشت بته‌ای که بته‌ها به صورت شعاعی منظم به دور یک گل مرکزی قرار گرفته و تکرار آن تمام زمینه را پر کرده و حاشیه اصلی آن پوشیده از گل و بوته است.

### ۳ طرح بته‌ایی لچک ترنج
در این طرح نقش دارای ترنج مرکزی و چهار لچک می‌باشد که به صورت یک چهارم کار می‌شود و زمینه نقشه از بته به عنوان نقشهٔ اصلی به کار می‌رود. در دوره‌های مختلف از این نقشه به شیوه متفاوت کار شده‌است. در مناطق همدان و ساروق و بعضی مناطق قشقایی به کار می‌رود.

### ۴ طرح بته‌ایی تلفیقی
در این گونه طرحها ممکن است هنر مند از نقشهای تصویری در وسط نقشهای بته استفاده کند. گاهی ممکن است با چیدن نقشه‌های بته به ترکیب بندیهای ذهنی دیگری که نتیجه ذوق سلیقه اوست دست پیدا کند. در حاشیه اصلی بیشتر این نقشه‌ها از نقشگل و بته استفاده شده‌است.

## طرح‌های بته
علاوه بر اینها نقشهای بته‌ای را می‌توان براساس اسم آن‌ها مانند بته جقه، بته ترمه، هشت بته و… تقسیم‌بندی کرد اما ساختار و ترکیب بندی آن‌ها همان چهار دسته بالا می‌باشد.
- طرح بته ترمه: بته‌ای هم شکل با بته‌های کاج، مانند بته میری و خرقه‌ای، ولی در قیاس با آنها، از گونه ایی متوسط، همین بته‌ها زمانی در شالهای معروف به شال ترمه نقش می‌شده‌است. قالی بافی کرمان که زمانی در برابر شال بافی اعتباری نداشت. پس از نزول این هنر، میراث و نگارترمه دوزی را به کار گرفت و به آن زندگی تازه‌ای داد. بته ترمه به صورت ساده، دوقلو و سه قلو بافته می‌شود. به بته‌های دوقلو، بته‌های مادر و بچه نیز گفته می‌شود و بته قهر و آشتی نیز لقب داده‌اند که گاه داخل بته با تزییناتی از قبیل گل شاه عباسی و گل‌های چند پر یا نرگس، با گردش‌های اسلیمی با ظرافت طراحی شده‌اند. گاهی محیط بیرونی بته را بته‌های کوچکتری که دارای تزیینات بته ریزتری هستند تزیین می‌کنند و در بعضی مواقع از خطوط شکسته شده‌ای شبیه برگ کنگر و نیمه گل‌های چند پر برای تزیین محیط بیرونی بته نیز استفاده می‌شد. از این بته‌ها در فرش‌های اصفهان است و در کرمان به صورت باریک اندام بلند و با انحنا و قوس دار یا به قولی دارای رقصی پرتابتر دیده می‌شود. گاهی شکل بته مثل پرندهای می‌شود که با نوک خود بدنش را می خواراند وبا تزییناتی شبیه به درخت سروهای کوچکتر هم از نوع خود و گل‌های چند پر دیده می‌شود. گاهی بته کرمان چاقتر و با قدی کوتاه‌تر دیده شده‌است.
- طرح بته سرابند: اسم دیگر بته میری سرابندی است که نام محلی است. این بته میری شبیه کاج است و با خطوط راست طراحی و با بافته شده‌است و هیچ گونه انحنایی ندارد. درون بته از خطوط راست و شکلهای هندسی ساده شکل گرفته شده‌است. استفاده از این بته در سرابند می‌باشد.
- طرح هشت بته: طرح هشت بته کردستانی است که بیشتر در قابهای چهار گوش به کار می‌رود. در هر ضلع مربع یک جفت بته قرینه هم دیده می‌شود. خطوط آن شکسته می‌باشد و در امتداد هر زاویه مربع، یک شاخه گندم که انتزاعی می‌باشد رسم شده‌است. تزیینات داخلی، بته‌ای کوچکتر با خطوط منحنی می‌باشد.

است. سر بته مانند مرغی که سرش را به پهلو خوابانده‌است.
- طرح بته اردبیل: با خطوط راست و بدون خطوط منحنی بافته شده‌است و شکل آن شبیه کیسه‌ای است که سر آن را بسته باشند.
- طرح بته قمشه‌ای و سراب: اینگونه بته‌ها با گل‌های چند پر و گلهایی که خاص منطقه می‌باشد پر شده‌اند به نوعی که گاه حتی خطوط اصلی رسم نمی‌شوند و طرح بته با جایگزینی گل‌ها در خط فرضی بته نمایان می‌شوند.
- طرح بته خراسان: در این منطقه بته‌ها به حالتهای مختلف بر روی قالیها کار شده‌است. بته‌های خراسان را تقریباً می‌شود به سه دسته تقسیم کرد:

1. بته‌های شبیه سروهای کوتاه که نسبت به بته خرقه‌ای، هم کوتاهتر وهم چاقتر دیده می‌شوند وبا خطوط اصلی منحنی رسم شده‌اند.
2. بته‌های لاغر اندام که دارای قدی بلند و کشیده‌اند و نوک سر یا بته، سر در خود فرو برده‌است و تزییناتی که خاص ان منطقه می‌باشد در آن به کار رفته‌است.
3. این نمونه بته‌ها که شبیه بته اصفهان هستند و دارای تناسبی شبیه بته ترمه‌ای می‌باشند که در حالتهای مختلف از جمله مادر و بچه کار شده‌اند.

- طرح بته ساروق: بته دیگری است که از نظر قد و اندازه شبیه بته کرمان می‌باشد به نام بته ساروق معروف است؛ ولی تفاوت این بته ایستایی بیشتر و رسم بر محور عمودی و رقص کمتر آن نسبت به بته کرمان می‌باشد که گاهی بته ایی کوچکتر در داخل آن تزیین شده‌است.
- طرح بته اصفهان: در اصفهان بته‌ها با خطوط بسیار نرم و لطیف دارای تزیینات بسیار زیاد هستند که از ذوق و سلیقه هنرمند برخاسته است به همین دلیل تنوع بته در اصفهان بسیار زیاد است از جمله: بته ترمه، بته جقه، بته برگی، بته قلمکار و…
- طرح بته تبریز: از نوع بته‌های اصفهان می‌باشد با تزیینات داخل برگ وگل و زایده‌هایی شبیه به یک نیمهٔ اسلیمی که در قسمت بیرونی بته کشیده شده‌است.
- طرح بته خرقه‌ای : بته‌ای شبیه به کاج ولی از گونه بزرگ آن، اینگونه بته به دلیل بزرگی شکل خود، بته خرقه گویند. برای تزیین درون بته خرقه‌ای، شاخه‌هایی پر گل به کار می‌رود و در کرمان کاربرد دارد و شبیه بته‌های میری و ترمه‌ای است ولی با کمی قد کشیده تر و انحنای کمتر از آن.
- طرح بته میرسربند: این نوع بته‌ها با خطوط شکسته کار شده‌اند و بدنه آن با خطوط زیگزاگ طراحی شده‌است که یاداور میوه درخت کاج است.
- طرح بته سیستان: در سیستان دو گونه بته وجود دارد که یکی از آن‌ها تقریباً شبیه بته جقه است وان دیگری انتزاعی تر از بته جقه می‌باشد ودارای خطوط شکسته تر می‌باشد.
- طرح بته تاکی: از آرایه‌های قالی‌های بولوردی و همچنین ایل قشقایی و برخی دیگر از کانونهای بافندگی در جنوب ایران بته تاکی است. این نقش در کل مانند داربست درخت انگور، آلاچیق پر گل و درختان پیچان است. این بته ترکیبی از خطهای راست و کمانی به وجود آمده‌است.
- طرح بته قشقایی: از انواع نمونه‌های بته که در این منطقه کار می‌شود بعد از بته جقه نوع دیگری از بته به نام بته قباد خانی کاربرد رایج تری دارد. به گفته آقای سیروس پرهام هیئت ظاهری این بته شباهت زیادی با بته صوفی دارد. مشابه این بته در جاهای دیگر مرسوم نیست و از این رو امکان دارد از نقشه‌هایی باشد که به ابتکار یا اقتباس قباد خان نامی در فارس، ابداع شده باشد. بافت این بته در ایل نفر بسیار زیاد است. نمونه‌هایی از بته‌های فارس عبارتند از: بته عقابی برای طایفه رحیم لو و سبک‌های گوناگون آن را در بافته‌های ایل عرب و مخصوصاً طایفه مزیدی می‌توان یافت. احتمالاً این شیوه خاص از نقشمایه‌های کهن فارسی بوده و بافندگان رحیم لو آن را از لرهای همجوار خود برگرفته‌اند. بته جوجه‌ای در طایفه کشکولی کاربرد دارد، این نوع بته از بته جقه بزرگتر و هندسی تر است.[۶]